# Alicia Dujovne Ortiz
Alicia Dujovne Ortiz (*Buenos Aires, 1939) es una periodista y escritora argentina. Hija de la periodista Alicia Ortiz y del editor Carlos Dujovne; sobrina del intelectual León Dujovne.

## Hitos
En 1978 se fue a París como corresponsal del diario La Opinión  en Europa, así se radicó en París, Francia. En 1976 y 1977 escribe para Todo es Historia, allí conoce a Emilio Perina, que era su editor junto a Félix Luna.
Recibió una beca de la Fundación John Simon Guggenheim en 1986.
Fue galardonada con el Premio Konex - Diploma al Mérito 2004 y el Konex de Platino 2014.
Como periodista trabajó en los diarios:
- La Opinión (Buenos Aires) hasta 1978.[1]
- La Nación (Argentina).
- Excelsior (México).
- La Vanguardia (España).
- Le Monde (Francia).

También se desempeñó como consejera literaria para la editorial Gallimard entre 1978 y 1995.
Su último libro es Andanzas. Trilogía autobiográfica, compuesto por los libros El agujero de la gitana, Las perlas rojas y Aguardiente.

## Obras
Poesía
- 1967: Orejas invisibles para el rumor de nuestros pasos. Buenos Aires: Editorial Bibliográfica Omeba.
- 1969: Mapa del olvidado tesoro. Buenos Aires: Editorial Kraft.
- 1973: Recetas, florecillas y otros contentos. Buenos Aires: Editorial Rayuela.

Novela
- 1977: El buzón de la esquina. Buenos Aires: Calicanto.
- 1980: El agujero en la tierra. Caracas: Monte Ávila.
- 1997: El árbol de la gitana. Buenos Aires: Alfaguara.
- 1998: Mireya. Buenos Aires: Alfaguara.
- 2003: Anita cubierta de arena. Buenos Aires: Aguilar.
- 2005: Las perlas rojas. Buenos Aires: Aguilar.[5]
- 2009: La muñeca rusa. Buenos Aires: Alfaguara.[6]
- 2011: Un corazón tan recio. Buenos Aires: Alfaguara.
- 2014: La Madama. Buenos Aires: Emecé
- 2015: La más agraciada. Buenos Aires: Emecé
- 2023: Andanzas. Trilogía autobiográfica: Equidistancias.

Biografía
- 1979: María Elena Walsh. Madrid: Júcar.
- 1993: Maradona soy yo. Buenos Aires: Emecé.
- 1995: Eva Perón. La biografía. Buenos Aires: Aguilar.
- 2007: El camarada Carlos. Buenos Aires: Aguilar.[7]
- 2013: Dora Maar, prisionera de la mirada. México/Madrid: Editorial Vaso Roto.

Ensayo
- 2003: Al que se va. Buenos Aires: Libros del Zorzal.

## Premios
- 2004: Premio Konex, diploma al mérito.[5]
- 2014 Premio Konex de Platino